# Urosigalphus islandicus
Urosigalphus islandicus är en stekelart som beskrevs av Gibson 1972. Urosigalphus islandicus ingår i släktet Urosigalphus och familjen bracksteklar. Inga underarter finns listade i Catalogue of Life.